# Konflikten mellem Gaza og Israel
Konflikten mellem Gaza og Israel er en del af den større israelsk-palæstinensiske konflikt, men ligeledes også en del af den regionale magtkamp mellem forskellige regionale magter i Mellemøsten. Eksempelvis skal konflikten ses i lyset af den regionale konflikt mellem Iran og Saudi-Arabien, konflikten mellem Qatar og Saudi-Arabien samt konflikten mellem Egypten og Tyrkiet.
Konflikten opstod som følge af det islamistiske politiske parti Hamas' valgsejr i 2005 og 2006 i Gaza-striben og eskalerede, da det palæstinensiske selvstyre blev splittet mellem Fatah-regeringen på Vestbredden og Hamas-regeringen i Gaza. Denne magtkamp medførte en voldelige fordrivelse af Fatah i 2007, efter at Fatah tabte valget til Hamas. Palæstinensiske raketangreb mod Israel, israelske luftangreb på Gaza og den fælles egyptisk-israelske blokade af Gaza har forværret konflikten. Det internationale samfund anser vilkårlige angreb på civile og civil infrastruktur, der ikke skelner mellem civile og militære mål, for ulovlige i henhold til international lov.
Som en del af sin tilbagetrækningsplan fra 2005 fastholdte Israel eksklusiv kontrol over Gazas luftrum og territorialfarvande, fortsatte med at patruljere og overvåge Gazastribens ydre grænseområder (med undtagelse af dens sydligste grænse, som Egypten fastholdte kontrol over og hvor europæiske observatører overvåger grænsekrydsninger) og fortsatte med at overvåge og blokere Gazas kystlinje. Israel leverer og kontrollerer i vid udstrækning Gazas vandforsyning, elektricitet og kommunikationsinfrastruktur. I henhold til Human Rights Watch og Amnesty International er Israel fortsat en besættelsesmagt under international lov. USA har udtalt, at de i henhold til resolutioner fra både FN's Generalforsamling og FN's Sikkerhedsråd anser Gaza for at være en del af de "besatte palæstinensiske områder". Samtidig henviser Fatah-regeringen på Vestbredden – der internationalt anerkendes som den eneste repræsentant for staten Palæstina – til Gaza-striben som en del af den palæstinensiske stat og anerkender ikke Hamas-regeringen.
Som følge af konflikten har Israel optrappet sine forsvarsforanstaltninger i de sydlige del af landet. Dette omfatter bygning af befæstninger samt bunkere, udvikling af et alarmsystem og bygning af et luftforsvarssystem (Iron Dome). I henhold til flere NGO'er og FN-organer har de seneste krige samt blokaden af Gaza ført til forværrede levevilkår for den civile befolkning i Gaza.